# Blang Me (Simpang Ulim)
Blang Me is een bestuurslaag in het regentschap Aceh Timur van de provincie Atjeh, Indonesië. Blang Me telt 1216 inwoners (volkstelling 2010).